# آدو
آدو (بالبرتغالية: Ado‏) (مواليد 4 يوليو 1946) هو لاعب كرة قدم. لعب مع منتخب البرازيل لكرة القدم. سبق له أن لعب في كأس العالم لكرة القدم مع منتخب بلاده.

## روابط خارجية
- آدو على موقع قاعدة بيانات كرة القدم.إي يو (الإنجليزية)
- آدو على موقع ناشيونال فوتبول تيمز (الإنجليزية)
- آدو على موقع عالم كرة القدم.نت (الإنجليزية)